# Pont-de-Poitte
Pont-de-Poitte település Franciaországban, Jura megyében. Lakosainak száma 626 fő (2022. január 1.). Pont-de-Poitte Boissia, Barésia-sur-l’Ain, Largillay-Marsonnay, Mesnois és Patornay községekkel határos.

## Népesség
A település népességének változása:
| Lakosok száma | 583  | 657  | 638  | 639  | 655  | 652  | 647  | 630  | 631  | 626  |
|               | 1968 | 1982 | 1990 | 2006 | 2013 | 2015 | 2017 | 2019 | 2020 | 2022 |